# Jan Aleksander Lipski
Jan Aleksander Lipski herbu Grabie (ur. 15 czerwca 1690 w Olszynie, zm. 20 lutego 1746 w Kielcach) – polski duchowny katolicki, kardynał, biskup łucki (1732), biskup krakowski (1732–1746), książę siewierski (1732–1746), kawaler Orderu Orła Białego.

## Życiorys
Studiował na Sorbonie w Paryżu i w Rzymie. W 1717 roku otrzymał tytuł doktora obojga praw. 23 kwietnia 1719 przyjął święcenia kapłańskie. Kanclerz arcybiskupa gnieźnieńskiego, od 1724 podkanclerzy koronny i prezydent Trybunału Głównego Koronnego. Jako zaufany powiernik Augusta II Mocnego często brał udział w misjach dyplomatycznych między Dreznem a Warszawą. Posługiwał się pięcioma językami.
W 1732 mianowany został biskupem łuckim, następnie w kilka miesięcy później biskupem krakowskim. W trakcie burzliwego bezkrólewia w 1733 opowiedział się po stronie kandydatury elektora saskiego Fryderyka Augusta II Wettina popieranego przez mniejszość wyborców i wyniesionego na tron przez obce wojska, jako przedstawiciel Senatu podpisał jego pacta conventa. 17 stycznia 1734 w katedrze wawelskiej koronował Augusta III i Marię Józefę (wobec odmowy dokonania koronacji ze strony prymasa Teodora Potockiego). W 1735 roku podpisał uchwałę Rady Generalnej konfederacji warszawskiej. W 1736 roku został wyznaczony senatorem rezydentem. 10 lipca 1737 roku podpisał we Wschowie konkordat ze Stolicą Apostolską. Dzięki protekcji nowego monarchy uzyskał na konsystorzu 20 grudnia 1737 godność kardynała. Nigdy jednak nie otrzymał kapelusza kardynalskiego ani kościoła tytularnego, nie uczestniczył również w konklawe 1740, odrzucił proponowany mu przez papieża Klemensa XII tytuł arcybiskupa gnieźnieńskiego i prymasa Polski.
Jako biskup krakowski Jan Aleksander Lipski zrezygnował ze wszystkich beneficjów. Zasłynął jako mecenas sztuki i opiekun włoskiego architekta Franciszka Placidiego. Na jego polecenie dokonano barokizacji wnętrza katedry wawelskiej i restauracji zamku królewskiego.
Pochowany został w katedrze wawelskiej w kaplicy Lipskich. Urnę z zabalsamowanym sercem kardynała złożono w bocznej ścianie kościoła parafialnego pod wezwaniem Wniebowzięcia Najświętszej Marii Panny w Choczu.